# Pedro Fernández Sarmiento
Pedro Fernández Sarmiento conegut com a Dro (Nigrán, 12 de gener de 2008), és un futbolista que juga de migcampista ofensiu, interior o extrem al Futbol Club Barcelona Atlètic, i que ha debutat amb el primer equip en partits de pretemporada.

## Biografia
Pedro va néixer a Nigrán (província de Pontevedra), de pare gallec i mare filipina. Es va formar al Val Miñor de Nigrán, un club modest però reconegut per impulsar talents com Thiago Alcántara o Raphinha, abans d'incorporar-se a La Masia el 2022.
Va destacar durant la seva etapa cadet i juvenil per la seva tècnica i visió de joc, entrenat per Pol Planas i Juliano Belletti, entre d'altres.

### Temporada 2024–25
Durant aquesta temporada va alternar entre el Juvenil B, el Juvenil A i la Lliga Juvenil de la UEFA:
- Juvenil B: 19 partits i 7 gols
- Juvenil A: 12 partits i 3 gols
- UEFA Youth League: 7 partits i 2 gols

En total, va disputar 47 partits i va marcar 16 gols. També va ser internacional amb la selecció espanyola sub-17. Va guanyar la Divisió d'Honor, la Lliga Nacional juvenil i la Youth League.

### Pretemporada amb el primer equip
El juliol de 2025, Hansi Flick el va convocar per a la gira de pretemporada asiàtica amb el primer equip del FC Barcelona.
El 27 de juliol de 2025 va debutar en un amistós contra el Vissel Kobe al Japó, entrant al minut 79 i marcant el 1‑3 definitiu al minut 87 amb una volea potent des de la frontal.
Després del partit va explicar que estava nerviós, però que l'ajuda de Flick i dels companys el va tranquil·litzar. Va destacar també la influència de Pedri en la seva manera de jugar. Diversos mitjans apunten que el seu paper durant la pretemporada podria ser clau per decidir si s’incorpora al primer equip o continua amb el Barcelona Atlètic. Hansi Flick l'ha destacat com una de les grans promeses de La Masia, al costat de Jofre Torrents, Marc Bernal i Jan Virgili.

## Estil de joc
Dro és un migcampista ofensiu tècnic, que es distingeix pel seu regateig, la seva visió de joc i el seu coratge a l'hora d'assumir riscos al camp. En entrevistes, ha admès que Pedri l'ha inspirat.
Dro és un futbolista tècnic i creatiu, amb habilitat per jugar a un o dos tocs, bona conducció, visió de joc i regat entre línies. Pot actuar com a interior dret, extrem o fals 9. Té bon xut i aporta gol des de la segona línia. Sovint ha estat comparat amb Andrés Iniesta.